# Волковское сельское поселение (Смоленская область)
Волковское сельское поселение — упразднённое муниципальное образование в составе Краснинского района Смоленской области России.
Административный центр — деревня Волково.
Образовано законом от 1 декабря 2004 года. Упразднено законом от 25 мая 2017 года с включением всех входивших в его состав населённых пунктов в Мерлинское сельское поселение.

## Географические данные
- Общая площадь: 144,4 км²
- Расположение: восточная часть Краснинского района
- Граничит:
  - на северо-востоке — с Смоленским районом
  - на юго-востоке — с Монастырщинским районом
  - на юго-западе — с Мерлинским сельским поселением
  - на северо-западе — с Маньковским сельским поселением
- Крупные реки: Днепр, Вихра.

## Население
| 2011 | 2012 | 2013 | 2014 | 2015 | 2016 | 2017 |
| ---- | ---- | ---- | ---- | ---- | ---- | ---- |
| 403  | ↘400 | ↘386 | ↗401 | ↘400 | →400 | ↗401 |

## Населённые пункты
На территории поселения находилось 16 населённых пунктов:
- Волково, деревня
- Горбачи, деревня
- Городец, деревня
- Жули, деревня
- Корыбщина, деревня
- Кончинка, деревня
- Кохоново, деревня
- Кузьминичи, деревня
- Мончино, деревня
- Ольховка, деревня
- Ракиты, деревня
- Рогайлово, деревня
- Сыроквашино, деревня
- Угриново, деревня
- Чальцево, деревня
- Чистяки, деревня

## Экономика
Сельхозпредприятия, магазины.